# Работніцка-сялянская Беларусь
«Работніцка-сялянская Беларусь» (с бел. — «Рабоче-крестьянская Белоруссия») — вечерняя ежедневная стенгазета ЗапфронтРОСТА. Издавалась с 4 июля по 25 сентября 1920 года преимущественно в Минске на белорусском языке. Была средством массовой агитации и политического воспитателя малограмотного читателя, с чем связаны особенности слога газеты: крупный шрифт, короткие фразы. Печаталась на одной странице газетного листа. Имела рубрики: «Защита советских республик» (бел. Абарона савецкіх рэспублік), «Известия из заграницы» (бел. Весткі з заграніцы), «В Белоруссии» (бел. На Беларусіи) и др. Содержала оперативные сведения со фронтов советско-польской войны, освещала ход военных действий и этапы мирных переговоров с Польшей, международное положение и акции солидарности с Советской Россией в Англии, Франции и др. странах. Печатала стихотворении З. Бядули (под псевдонимом Вольны) и А.А. Бабареко (под псевдонимом Адам Чырвоны).
Редактором газеты был Д. В. Жилунович (Тишка Гартный). Всего вышло 46 номеров.